# Bundesautobahn 48
De Bundesautobahn 48 (kort BAB 48, A48 of 48) is een Duitse autosnelweg die van west naar oost loopt van Daun, langs Koblenz naar Ransbach-Baumbach (bij Montabaur). De snelweg verbindt de A1, A61 en A3 met elkaar en is over de volledige lengte onderdeel van de Europese weg 44.
Het is een schakel in de hoofdroute tussen de Eifel en Koblenz, vanaf waar de A61 richting Keulen/Mainz of de A3 richting Frankfurt kan worden genomen. Bij het beginpunt bij Daun loopt de A1, waar de weg van aftakt, nog niet verder door naar Keulen, waardoor het verkeer in die richting via bijvoorbeeld de A48 rijdt.
Vanaf Koblenz was aanvankelijk in de planning dat de A48 verder zou worden aangelegd naar Gießen via Wetzlar. Een klein stukje hiervan is aangelegd, de A480, maar het plan om de snelweg volledig af te maken werd uiteindelijk verworpen. De andere mogelijkheid om de snelweg door te trekken was richting Siegen, maar ook daarvan is niets meer gekomen.
De A48 liep voorheen ook tussen Trier en de Luxemburgse grens, die naar A64 is omgenummerd. 

## Verloop
De A48 begint bij Dreieck Vulkaneifel op de A1 (Kelberg - Saarbrücken) midden in de Eifel in de buurt van het stadje Daun. De A48 gaat vervolgens in noordoostelijke richting langs de plaatsen Ulmen, Kaisersesch en Polch. Bij Kreuz Koblenz is aansluiting op de A61 (Venlo - Mannheim). De A48 passeert Koblenz ten noorden van de stad, waar diverse aansluitingen zijn naar de stad. Hier wordt ook de Rijn overbrugt met de Bendorfer Brücke. De A48 eindigt bij Dreieck Dernbach op de A3 (Arnhem - Passau) bij Ransbach-Baumbach.

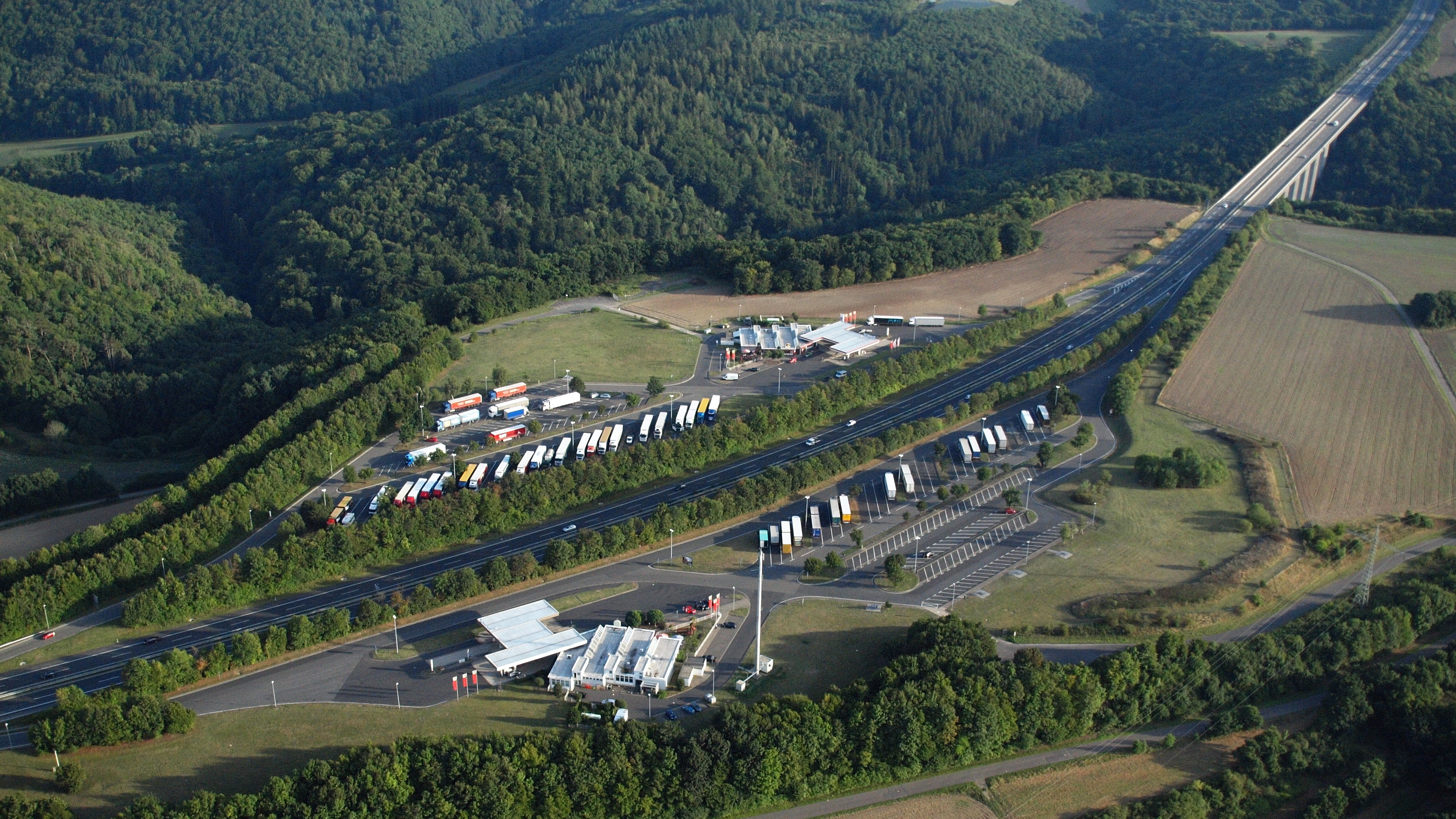
Verzorgingsplaats Elztal met op de achtergrond de Elztalbrücke. (2015)
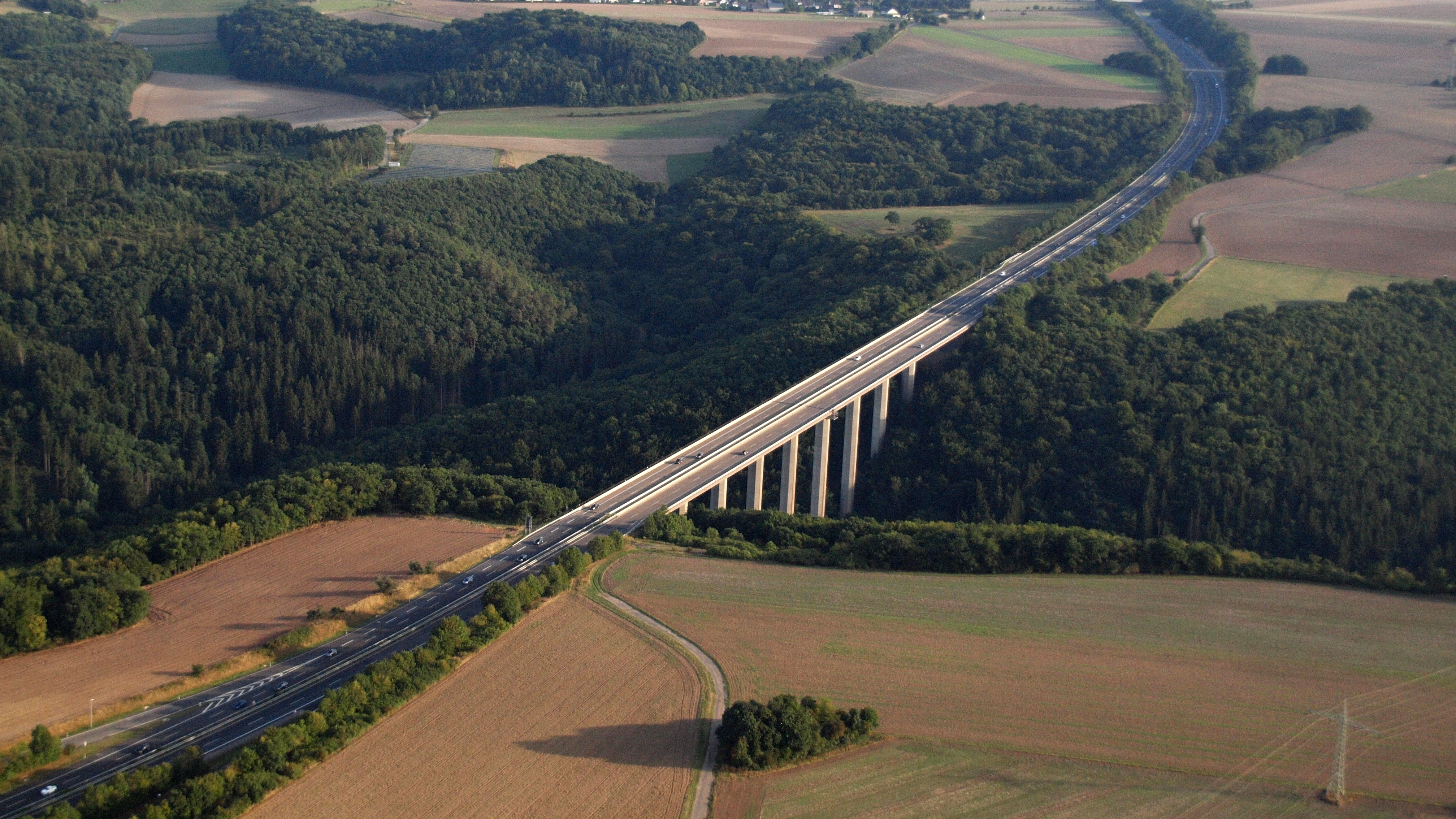
De Elztalbrücke (2015)
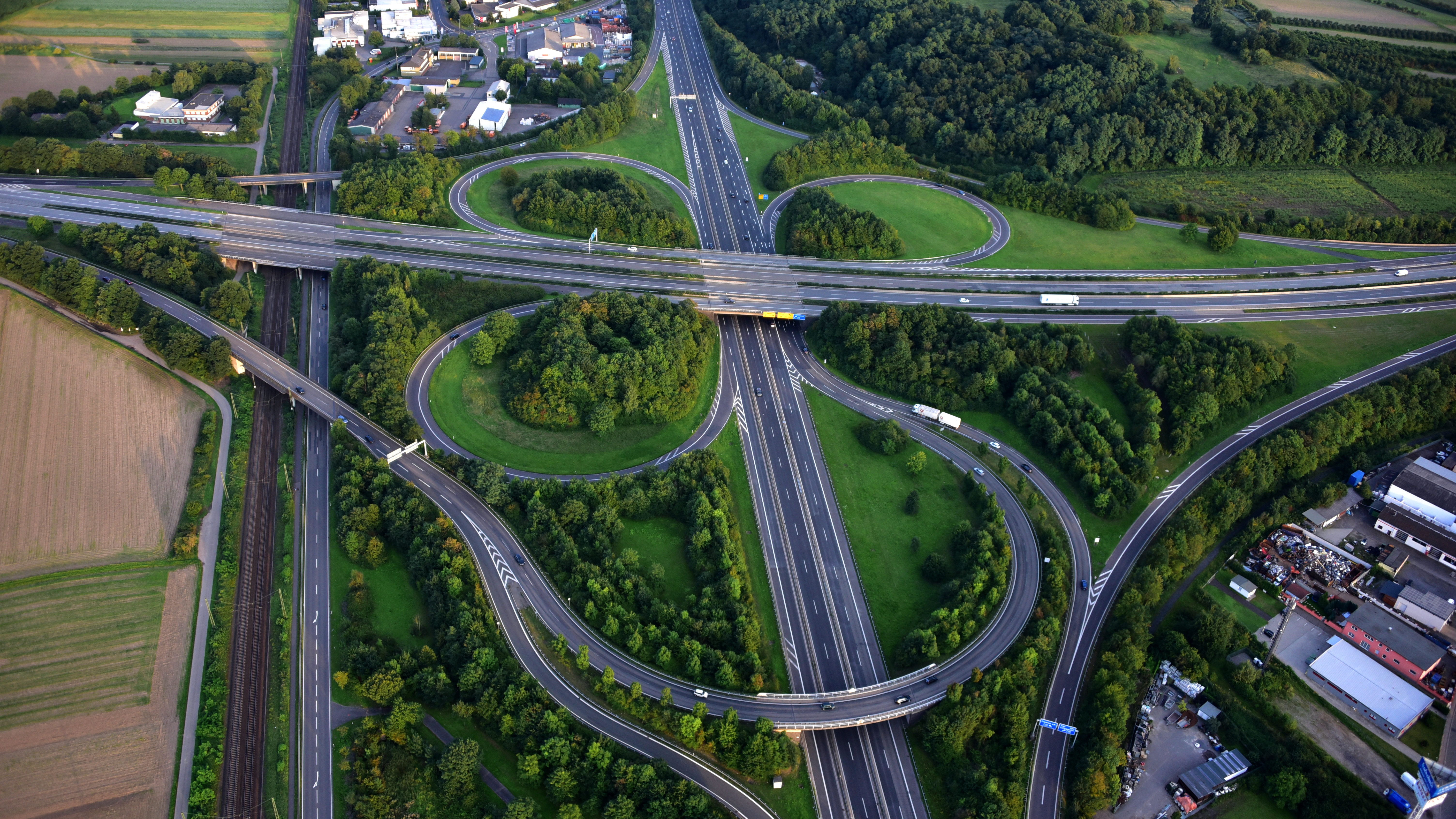
Aansluiting Koblenz-Nord met de B9. De A48 loopt van links naar rechts door beeld. Links in beeld langs het knooppunt de Linke Rheinstrecke. (2017)
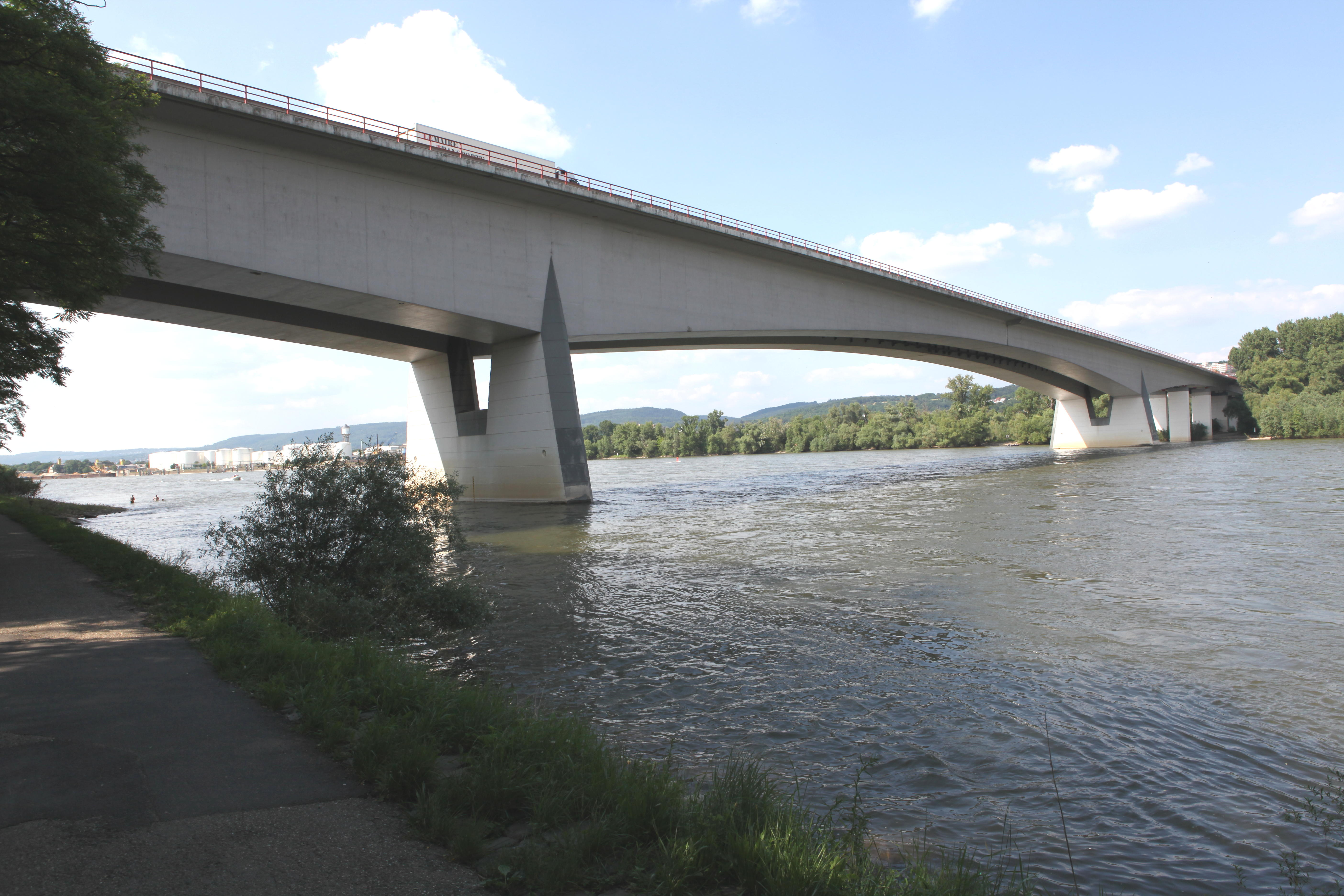
Rijnbrug Bendorf bij Koblenz. (2013)

## Planningsgeschiedenis en bouw
Bij de invoering van de nieuwe snelwegnummering op 1 januari 1975 werd als A48 het volgende traject gepland, namelijk vanaf Daun (A1) via Mayen, Koblenz (A61), Höhr-Grenzhausen, Ransbach-Baumbach (A3), Westerburg, Wetzlar (A45), Gießen (B49 en A5), Alsfeld naar Hattenbach (A7).

### Trajectdeel Mesenich - Ehrang - Föhren (noordelijke randweg Trier)
De plannen voor een noordelijke randweg Trier stammen al uit de jaren 60. Begin jaren 70 opgestelde wegenplan voor de bouw van federale wegen in de periode 1971 tot 1985 voorzag een tracé onder het interne nummer "Autobahn 74" van Luxemburg via Trier, Koblenz, Wetzlar en Gießen naar Reiskirchener Dreieck.
Het trajectdeel Luxemburg - Trier - Mesenich - Ehrang - Föhren was in 1975 als snelwegnieuwbouw voorzien, echter niet onder het nummer A48. Het traject Daun - Trier was uitsluitend onderdeel van het tracé van de A1.
In het netwerkplan van 1 januari 1976 was de verlenging van de A48 van Daun via Trier naar Saarbrücken in plaats van de A1 voorzien, die vanuit Keulen komend op Dreieck Daun/Vulkaneifel zou eindigen. De noordelijke randweg Trier was hierdoor in januari 1976 nog niet onder het nummer A48 gepland.
Dit veranderde enkele maanden later met de eerste wijziging van het wegenplan voor de bouw van federale wegen in de periode 1971 tot 1985, vastgesteld op 5 augustus 1976. De noordelijke randweg Trier was nu onderdeel van de A48 geworden. Het traject Daun - Saarbrücken was uiteindelijke weer als A1 gepland.
Met de tweede wijziging van het wegenplan voor de periode 1971 tot 1985, vastgesteld op 25 augustus 1980, bleef de noordelijke randweg Trier als onderdeel van de A48 in het wegenplan. Tussen Föhren en Daun was een dubbelnummering tussen de A1 en A48 voorzien. De onderbreking tussen Trier en de A1 bij Schweich met een lengte van 10 kilometer had in dit wegenplan echter een prioriteitsniveau II. In 1984 en 1987 werden trajectdeel tussen Ehrang en de grens geopend.
In de derde wijziging van het wegenplan van 21 april 1986 was het trajectdeel tussen Trier-Ehrang en de A1 niet met een hoge prioriteit opgenomen, maar nog steeds met een lagere prioriteit.
De vierde wijziging van het wegenplan van 15 november 1993 bracht voor de noordelijke randweg Trier onder het nummer A48 geen wijzigingen mee en bleef met een lage prioriteit opgenomen.
Na herindeling van de snelwegnummering begin jaren 90 werd dit deel van de A48 van de Luxemburgse grens tot aan Trier hernummerd naar A64.
De vijfde wijziging van het wegenplan van 4 oktober 2004 behield de noordelijke randweg van Trier onder het nieuwe nummer A64 nog steeds een lage prioriteit met een vastgesteld hoog ecologisch risico.

### Trajectdeel Trier - Koblenz - Dernbach
Al eind jaren 30 was in het totale netwerk van Reichsautobahnen een snelwegverbinding tussen de weg Keulen - Frankfurt am Main (tegenwoordig A3) en de weg Keulen - Trier - Landstuhl voorzien, die de tegenwoordig tussen Dreieck Vulkaneifel en Dreieck Dernbach aangelegde snelweg ongeveer volgde. Het kreeg het nummer 53 mee. De bouw van de snelweg werd op de trajectdelen Wittlich - Kaiseresch en Koblenz (B9) - Dreieck Dernbach gestart, zodat tijdens de volledige bouwstop door de Tweede Wereldoorlog omvangrijke grondwerkzaamheden uitgevoerd waren, 27 bruggen gereed waren en aan 17 bruggen begonnen was evenals 13,6 kilometer aan betonnen rijbaan met één rijbaan te gebruiken was.
Na het einde van de Tweede Wereldoorlog werd in 1954 de werkzaamheden weer opgepakt voor het traject tussen Koblenz en Dreieck Dernbach. Daarbij werd in de nabijheid van Koblenz-Bubenheim het tracéverloop gemoderniseerd, zodat de al gereed zijnde bruggen niet werden gebruikt en als overblijfselen van de Reichsautobahnbouw tot vandaag de dag behouden zijn gebleven.
Tussen Wittlich en Kaisersesch werden de bouwwerkzaamheden midden jaren 50 weer voortgezet, echter alleen werd de weg voltooid als Bundesstraße, die het nummer 408 kreeg. Het gereedkomen van de enkele trajectdelen van de bouw zijnde traject sleepte door tot in de tweede helft van de jaren 60. In 1967 werden deze trajectdelen tot snelweg opgewaardeerd. In de jaren 1968 tot 1970 werd de onderbreking tussen Koblenz en Kaisersesch voltooid. Hierbij werd op het traject Wittlich - Kaisersesch in 1970 de tweede rijbaan geopend.
De begin jaren 70 opgestelde wegenplan voor de bouw van federale wegen in de periode 1971 tot 1985 voorzag onder het interne nummer "Autobahn 74" een tracé van Luxemburg via Trier, Koblenz, Wetzlar en Gießen tot aan Reiskirchener Dreieck.
Het traject tussen Dreieck Moseltal en Wittlich werd uiteindelijk in 1973 en 1975 in twee deeltrajecten voor het verkeer vrijgegeven.
Doordat het traject tussen Dreieck Moseltal en aansluiting Daun een gemeenschappelijk tracé van de A1 en de A48 was, werden beide wegnummers op de bewegwijzering vermeld. Tegenwoordig is dit deel uitsluitend onderdeel van de A1 genummerd.

### Trajectdeel Höhr-Grenzhausen - Wetzlar - Reiskirchen
Ook de plannen voor het traject tussen de huidige A3 en de omgeving Gießen reiken terug tot eind jaren 30. De als nummer 56 aangeduide tracé was tussen Limburg an der Lahn en traject 55 Dortmund - Gießen in de omgeving van Wetzlar gedacht, waarbij de weg Dortmund - Gießen noordelijk om Gießen naar de huidige A5 Hattenbacher Dreieck - Frankfurt am Main geleid zou worden. Tot de bouw van het traject kwam het tot het einde van de Tweede Wereldoorlog echter niet.
Pas midden jaren 60 kwam een geplande verbinding tussen Koblenz en Gießen weer terug op de wegenkaarten. Hierbij werd op de vooroorlogse plannen aangesloten en een tracé van Girod respectievelijk Kleinholbach bij Montabaur (A3) via Hundsangen, Thalheim, Friedhofen, Lahr, Barig-Selbenhausen, Löhnberg, Bissenberg, Oberbiel, Wetzlar, Krofdorf-Gleiberg, Großen-Buseck naar Reiskirchen voorzien.
Al eind jaren 60 werd dit tracéverloop ten gunste van het tracé Höhr-Grenzhausen respectievelijk Hilgert - Oberhaid (A3) - Selters - Arnshöfen - Langenhahn - Hergenroth bij Westerburg - Irmtraut - Probbach - Löhnberg - Bissenberg - Wetzlar - Krofdorf-Gleiberg - Großen-Buseck - Reiskirchen opgegeven. De begin jaren 70 opgestelde wegenplan voor de bouw van federale wegen in de periode 1971 tot 1985 omvatte onder het interne nummer "Autobahn 74" ook dit tracéverloop.
In 1971 werd het royaal aangelegde Wetzlarer Kreuz voor het verkeer vrijgegeven. In 1975 tot 1981 werden nog drie trajectdelen tussen aansluiting Wettenberg en het Reiskirchener Dreieck geopend. Het overige trajectdeel bleef onvoltooid. Met de tweede wijziging van het wegenplan voor de bouw van federale wegen in de periode 1971 tot 1985, vastgesteld op 25 augustus 1980, was het traject Koblenz - Wetzlar als A48 niet meer in het wegenplan opgenomen. In plaats daarvan was de nieuwbouw van een Bundesstraße op de verbinding Mogendorf (A3) - Rothenbach (B255) - Westerburg - Langendernbach - Waldbrunn - Weilburg met verbinding op de B49 voorzien, echter met een prioriteit II. De B49 zou tussen Wetzlar en Limburg an der Lahn naar 2x2 rijstroken verbreed worden (prioriteit I). Tussen aansluiting Aßlar en Wetzlar-Dalheim zou de A48 aan de B49 aangesloten worden. Tussen Wetzlarer Kreuz en aansluiting Wettenberg/Biebertal was de bouw van de A48 verder gepland, echter met een prioriteitsniveau II opgenomen. 
De derde wijziging van het wegenplan van 21 april 1986 bracht nog een grote bezuiniging van de plannen: de nieuwbouw van een Bundesstraße tussen Rothenbach en Weilburg werd geschrapt, wat over bleef met een lage prioriteit was het traject Mogendorf - Rothenbach met aansluiting op de B255. De vierstrookse verbreding tussen Wetzlar en Limburg an der Lahn had geen hoge prioriteit meer, maar werd met een lage prioriteit in het wegenplan opgenomen. De aansluiting van de A48 van Aßlar op de B49 bij Wetzlar-Dalheim was zonder vervanging geschrapt. Tussen Wetzlarer Kreuz en Wettenburg was nog de nieuwbouw met één rijbaan voorzien. Het traject aansluiting Aßlar tot Reiskirchener Dreieck werd naar A480 omgenummerd.
In kader van het opstellen van het Bundesverkehrswegeplan 2003 werden weer discussies gevoerd voor een dergelijke snelwegverbinding (Westerwaldautobahn). In bijzonder de FDP in Rijnland-Palts en de coalitiepartner SPD pleitte voor de bouw van de A48. In het Bundesverkehrswegeplan werd de A48 echter alleen met de variant Mogendorf (A3) - Siegen (A45) (50,5 km) met een lage prioriteit met vastgestelde hoge ecologische risico opgenomen. Tegen de snelweg, die via Hachenburg en Betzdorf verlopen zou, kwam gelijk tegenstand vanuit de regio.
De deelstaat Hessen streeft echter voor een verbreding naar 2x2 rijstroken van de B49 tussen Wetzlar en Limburg an der Lahn.
In de Bundesverkehrswegeplan 2030 kwam de A48 tussen Mogendorf en Siegen niet meer voor.

### Trajectdeel Reiskirchener Dreieck - Hattenbacher Dreieck
De planning voor een snelwegverbinding tussen de Hanzesteden met Frankfurt en Bazel (HaFraBa) in de jaren 20 voorzag een tracé van Kassel via Marburg naar Gießen. De nationaalsocialisten wijzigden de plannen. Al in 1935 was het traject over het huidige tracé voor de bouw vrijgegeven. In 1938 werd de weg in gebruik genomen. 
Terwijl in het begin jaren 70 opgestelde wegenplan voor de bouw van federale wegen in de periode 1971 tot 1985 nog dit deel als "Autobahn 10" (Hamburg - Bazel) genummerd was, veranderde dit met het nieuwe netwerkplan, die op 1 januari 1975 in werking trad. Hierna was voor de A5 een nieuw tracé van Bremen via Gießen voorzien. Het trajectdeel tussen Reiskirchener Dreieck en Hattenbacher Dreieck werd onderdeel van de A48 en ook zo aangegeven.
Hoewel in de tweede wijziging van het wegenplan voor de bouw van federale wegen in de periode 1971 tot 1985, vastgesteld op 25 augustus 1980, het traject nog als A48 was genummerd, werd bij de derde wijziging van het wegenplan, vastgesteld op 21 april 1986, dit deel onderdeel van de A5. Dit stond in context met het schrappen van de snelwegplannen tussen Koblenz en Wetzlar (A48) en tussen Bremen en Gießen (A5), wat al met de tweede wijziging van het wegenplan in 1980 was gebeurd.

## Vrijgave
De vrijgave van de losse trajectdelen, die vanaf 1 januari 1975 als A48 genummerd waren, was als volgt:
| Trajectdeel                                                       | Jaar | Lengte                                              | Opmerkingen                                                                               |
| ----------------------------------------------------------------- | ---- | --------------------------------------------------- | ----------------------------------------------------------------------------------------- |
| Hattenbacher Dreieck - aansl. Fernwald                            | 1938 | waarvan 59 km tot het huidige Reiskirchener Dreieck | toen onderdeel van de HaFraBa, resp. lijn 12 genummerd; deel van de A5                    |
| Ulmen (B259) - Manderscheid                                       |      |                                                     | tot 1962 als B408 in gebruik                                                              |
| zuidelijk van Hasborn - Wittlich (B49)                            |      |                                                     | tot 1962 als B408 in gebruik                                                              |
| Manderscheid - noordelijk van Hasborn en Kaisersesch - Ulmen      |      |                                                     | tussen 1962 en 1965 geopend als B408                                                      |
| Dreieck Dernbach - Höhr-Grenzhausen                               | 1961 | 11,0 km                                             |                                                                                           |
| aansl. Bendorf - Höhr-Grenzhausen                                 | 1963 | 4,8 km                                              |                                                                                           |
| aansl. Bendorf - aansl. Koblenz-Nord                              | 1965 | 3,3 km                                              |                                                                                           |
| opwaardering van de B408 Kaisersesch - Wittlich (B49) tot snelweg | 1967 | 46,1 km (één rijbaan)                               | uitgezonderd een trajectdeel bij Hasborn, pas op 1 juli 1968 vrijgegeven                  |
| aansl. Koblenz-Nord - Kreuz Koblenz                               | 1968 | 6 km                                                |                                                                                           |
| aansl. Mayen - aansl. Kaisersesch                                 | 1969 | 13 km                                               |                                                                                           |
| Kreuz Koblenz - aansl. Mayen                                      | 1970 | 21 km                                               |                                                                                           |
| aansl. Kaisersesch - Wittlich (B49) (2de rijbaan)                 | 1970 | 46,1 km                                             | deels gemeenschappelijk tracé met A1 (20,7 km ten oosten van Dreieck Vulkaneifel als A48) |
| Wetzlarer Kreuz - noodaansluiting op de B277 bij Aßlar            | 1971 | 3 km                                                | deel van de A480                                                                          |
| Wittlich (B49) - aansl. Wittlich                                  | 1971 | 1,7 km                                              |                                                                                           |
| aansl. Salmtal - Dreieck Moseltal                                 | 1973 | 13,0 km                                             | deel gemeenschappelijk tracé met A1 (volledig A1)                                         |
| noodaansluiting op de B277 bij Aßlar - aansl. Aßlar               | 1974 | 1 km                                                | deel van de A480                                                                          |
| aansl. Wittlich - aansl. Salmtal                                  | 1975 | 10,2 km                                             | gemeenschappelijk tracé met A1 (geheel A1)                                                |
| aansl. Wettenberg - Gießener Nordkreuz                            | 1975 | 8,0 km                                              | deel van de A480                                                                          |
| Gießener Nordkreuz - Reiskirchener Dreieck                        | 1979 | 8,5 km                                              | deel van de A480                                                                          |
| Biebertal (L3047) - aansl. Wettenberg                             | 1981 | 2,1 km (één rijbaan)                                | deel van de A480                                                                          |
| aansl. Trier - Ehrang                                             | 1984 | 4,9 km (eerst met één rijbaan)                      | deel van de A64                                                                           |
| grens D/L - aansl. Trier                                          | 1987 | 8,7 km                                              | deel van de A64                                                                           |

## Inrichting van de weg

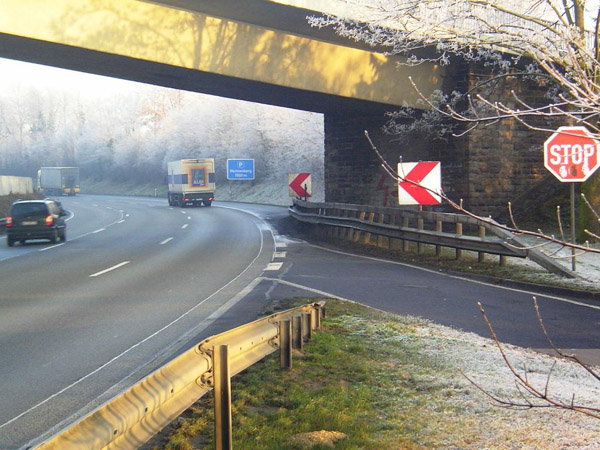
Geen invoegstrook vanaf de parkeerplaats "Auf der Zeg", waardoor verkeer vanuit stilstand op de snelweg moet invoegen. (2007)

Het trajectdeel tussen Dreieck Dernbach en Bendorf/Neuwied is zoals de rest van de snelweg oorspronkelijk met twee rijstroken en vluchtstroken per richting gebouwd. Later werd de markering aangepast waardoor de vluchtstrook werd omgebouwd tot rijstrook en drie rijstroken per richting ontstond (met uitzondering van het gedeelte rond aansluiting Höhr-Grenzhausen), maar grotendeels zonder een nieuwe vluchtstrook aan te leggen. Op bepaalde afstanden zijn er pechhavens en enkele parkeerplaatsen hebben hierdoor geen invoegstrook en zijn alleen middels een stopbord van de hoofdrijbaan gescheiden (zie afbeelding). 